# Menáhém Mágídór
Menáhém Mágídór (héber betűkkel מנחם מגידור, izraeli angol átírással Menachem Magidor) (Petah Tikva, 1946. január 24. –) izraeli matematikus.

## Pályája
A Jeruzsálemi Héber Egyetemen szerezte B. Sc. (1965), M. Sc. (1967, M. Rabin) és PhD fokozatát (1972, Azríél Lévi vezetésével). Katonai szolgálatát 1965–1968 között teljesítette. 1972–1975 között a Kaliforniai Egyetemen, 1975–1978 között a Negevi Ben Gurion Egyetemen, azóta a Héber Egyetemen dolgozik, 1983 óta professzorként. 1987–1989 között a Matematikai Tanszék vezetője, 1992–1996 között a Természettudományi Kar dékánja, 1997 óta pedig az egyetem rektora. 1996 és 1998 között az Association of Symbolic Logic (a Nemzetközi Szimbolikus Logikai Társaság) elnöke.
2005-től 2006-ig egy, az izraeli választási és kormányzati struktúra átalakításával foglalkozó, a köztársasági elnök által megbízott, 70 tagú bizottság (a Mágídór-bizottság) elnöke. A bizottság 2007. január 1-jén nyújtotta át jelentését.

## Munkássága
Halmazelmélettel, a nagyszámosságok elméletével foglalkozik. Igazolta, hogy a legkisebb erősen kompakt számosság egybeeshet akár a legkisebb mérhető, akár a legkisebb szuperkompakt számossággal (de természetesen nem egyszerre). A Prikry-forszolást általánosítva, megmutatta, hogyan lehet egy κ nagyszámosság kofinalitását egy előre adott reguláris {\displaystyle \omega <\mu <\kappa } számosságra cserélni.  Bebizonyította, hogy konzisztens (feltéve egy szuperkompakt számosság konzisztenciáját), hogy {\displaystyle \aleph _{\omega }} erős limesz és 
sőt (erősebb feltevésből) ez utóbbi teljesülhet úgy is, hogy {\displaystyle \aleph _{\omega }} alatt igaz az általánosított kontinuumhipotézis. Foremannal és Shelahhal bevezette a Martin Maximumát, a Martin-axióma bizonyíthatóan legerősebb kiterjesztését. Jerome Malitz-cal bevezette az úgynevezett Magidor-Malitz kvantort.